# Mittelsbach (Eyach)
| Zuläufe und Bauwerke \| Mittelsbach \| Mittelsbach \| Mittelsbach \| \| ----------- \| ----------- \| ----------- \| \| Legende \| \| \| \| \| \| \| \| L 415 \| \| L 415 \| \| \| \| Büchlesbach \| \| \| \| Sulzbach \| \| \| \| Wolfsbach \| \| \| \| \| \| Lützelbach \| \| \| \| \| \| \| \| B 463 \| \| B 463 \| \| Eyach \| \| \| |  |             |
| Mittelsbach |  |             |
| Legende |  |             |
| |  |             |
| L 415 |  | L 415       |
| |  | Büchlesbach |
| |  | Sulzbach    |
| |  | Wolfsbach   |
| |  |             |
| Lützelbach |  |             |
| |  |             |
| B 463 |  | B 463       |
| Eyach |  |             |

Der Mittelsbach oder Mildersbach ist ein fast 9 km langer, westlicher und linker Zufluss der Eyach im baden-württembergischen Zollernalbkreis. 

## Geographie

### Verlauf
Der Mittelsbach entspringt östlich von Geislingen im Waldstück Schopflen auf einer Höhe von ca. 622 m ü. NHN. Von dort fließt er durch ein bewaldetes Tal Richtung Nordosten vorbei an Geislingen und Erlaheim. Nachdem er das Gebiet der Stadt Geislingen verlassen hat, bildet er die Grenze zwischen den Städten Balingen und Haigerloch. Er unterquert die B 463 und durchfließt den Kirchhof der Weilerkirche. Hinter dem Friedhof mündet er auf einer Höhe von ca. 450 m ü. NHN von Westen und links in die Eyach.
Der 8,7 km lange Lauf des Mittelsbachs endet 172 Höhenmeter unterhalb seiner Quelle, er hat somit ein mittleres Sohlgefälle von etwa 20 ‰.

### Einzugsgebiet
Das Einzugsgebiet ist rund 9,2 km² groß und gehört naturräumlich gesehen zum Südwestlichen Albvorland. Sein mit ca. 657 m ü. NHN höchster Punkt liegt im äußersten Süden. Es grenzt im Norden an das Einzugsgebiet des Rötenbachs und im Süden an das des Kaunterbachs, welche beide ebenfalls in die Eyach münden. Im Westen grenzt es an die Einzugsgebiete einiger Stunzach-Zuflüsse.
Geologisch wird das Einzugsgebiet von den Schichten des Unterjuras, des Sandsteinkeupers und des Mittelkeupers gebildet.

### Zuflüsse
Dem Mittelsbach fließen von links der Büchlesbach, der Sulzbach und der Wolfsbach zu. Von rechts mündet der Lützelbach in den Mittelsbach.

### LUBW
Amtliche Online-Gewässerkarte mit passendem Ausschnitt und den hier benutzten Layern: Lauf und Einzugsgebiet des Mittelsbachs

Allgemeiner Einstieg ohne Voreinstellungen und Layer: Daten- und Kartendienst der Landesanstalt für Umwelt Baden-Württemberg (LUBW) (Hinweise)
1. ↑  Höhe nach dem Höhenlinienbild auf dem Hintergrundlayer Topographische Karte.
2. ↑  Höhe nach grauer Beschriftung auf dem Hintergrundlayer Topographische Karte.
3. ↑  Länge nach dem Layer Gewässernetz (AWGN).
4. ↑  Einzugsgebiet nach dem Layer Basiseinzugsgebiet (AWGN).
5. ↑  Höhe nach schwarzer Beschriftung auf dem Hintergrundlayer Topographische Karte.

### Andere Belege
1. ↑  Friedrich Huttenlocher: Geographische Landesaufnahme: Die naturräumlichen Einheiten auf Blatt 178 Sigmaringen. Bundesanstalt für Landeskunde, Bad Godesberg 1959. → Online-Karte (PDF; 4,3 MB)